# Háromszék

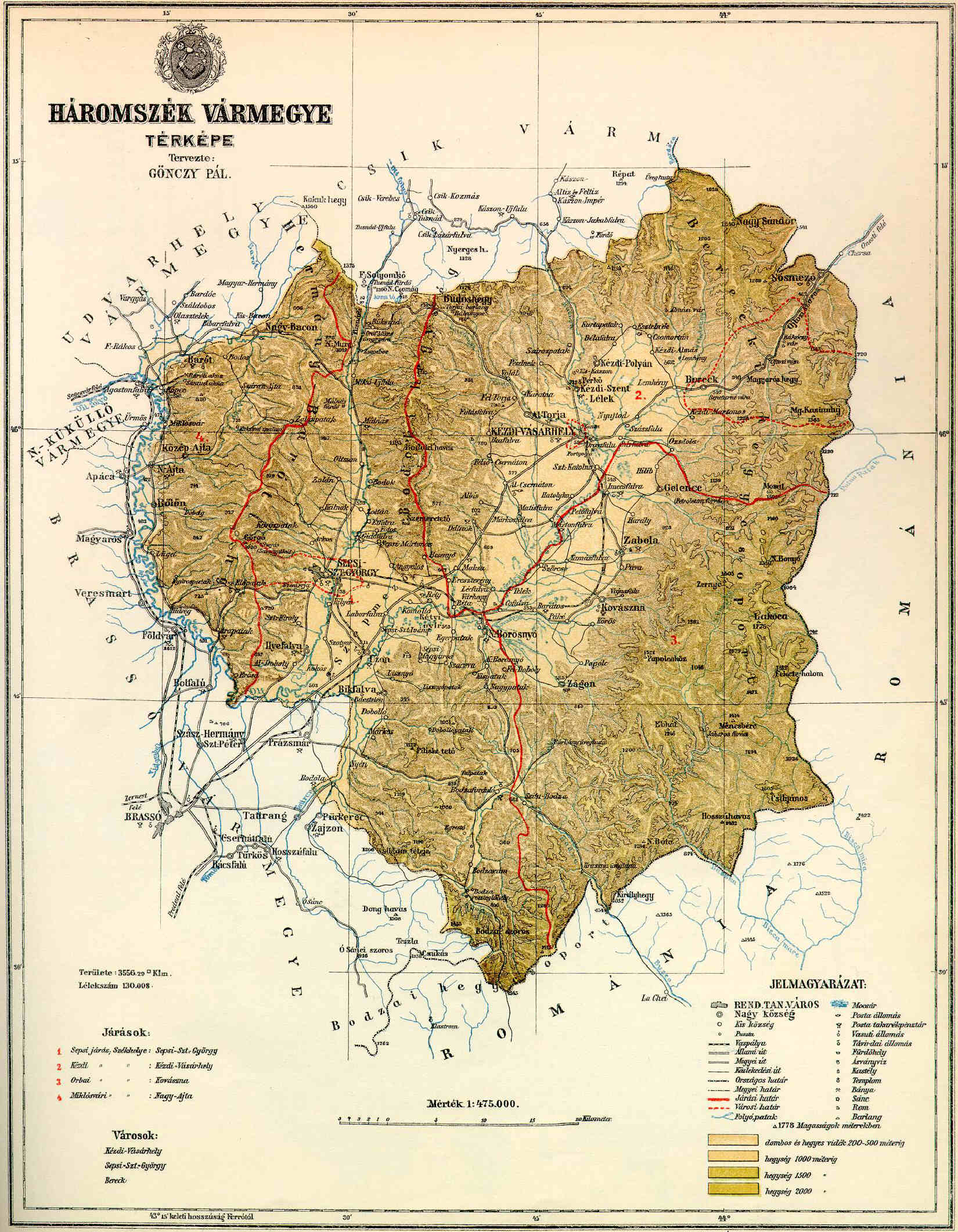
Le comitat de Háromszék au début du XXe siècle

Le comitat de Háromszék (Háromszék vármegye en hongrois, comitatul Trei Scaune en roumain) est un ancien comitat du royaume de Hongrie, situé dans l’extrême est de la Transylvanie, dans la région habitée par les Sicules. Son chef-lieu était la ville de Sepsiszentgyörgy, de nos jours Sfântu Gheorghe, dans le județ de Covasna, en Roumanie.

## Géographie
Le comitat de Háromszék avait une superficie de 3 889 km2 pour une population de 148 080 en 1910 (densité : 38,1 hab/km2). Il s'étendait dans les Carpates du sud, le long de la vallée de l'Olt et de son affluent le Negru.
Il était limité au nord par le comitat de Udvarhely, au nord-est par le comitat de Csík, au sud-est par le royaume de Roumanie, au sud-ouest et à l'ouest par le comitat de Brassó et à l'ouest par le comitat de Nagy-Küküllő.

## Histoire
Le comitat de Háromszék a été formé en 1876 à partir de trois centres de peuplement sicule (son nom signifie trois sièges) : Kézdiszék, Orbaiszék et Sepiszék et il a existé jusqu'en 1920.
Dès 1918, il a été occupé par la Roumanie, occupation confirmée par le traité de Trianon en 1920. Il a alors été appelé județ de trei Scaune.
De 1940 à 1944, à la suite du deuxième arbitrage de Vienne, il a été annexé par la Hongrie. Dès la fin de la Seconde Guerre mondiale, il a réintégré la Roumanie.
En 1960, il a été supprimé. La plus grande partie a intégré le nouveau județ de Covasna, quelques communes du sud rejoignant le județ de Brașov.

## Subdivisions
Le comitat de Háromszék était composé de deux districts urbains et de quatre districts ruraux.
| District         | Chef-lieu        |
| ---------------- | ---------------- |
| Kézdivásárhely   | Kézdivásárhely   |
| Sepsiszentgyörgy | Sepsiszentgyörgy |

| District         | Chef-lieu        |
| ---------------- | ---------------- |
| Kézdi            | Kézdivásárhely   |
| Nagyajta         | Nagyajta         |
| Kovászna         | Kovászna         |
| Sepsiszentgyörgy | Sepsiszentgyörgy |

## Démographie
En 1900, le comitat comptait 137 261 habitants dont 116 755 Hongrois (85,06 %), 19 430 Roumains (14,16 %) et 363 Allemands (0,26 %).
En 1910, le comitat comptait 148 080 habitants dont 123 518 Hongrois (83,41 %), 22 963 Roumains (15,51 %) et 617 Allemands (0,42 %).